# George Ducker
George Ducker (ur. 27 września 1871 w prowincji Ontario, zm. 26 września 1952 w Cambridge) – kanadyjski piłkarz, zawodnik kanadyjskiego klubu Galt F.C., mistrz olimpijski.
W igrzyskach olimpijskich wziął udział w 1904 w Saint Louis. Startowały wówczas trzy zespoły klubowe, dwa ze Stanów Zjednoczonych i jeden z Kanady. Kanadyjczycy wygrali wszystkie spotkania i zdobyli złoto. Ducker, grający na tym turnieju jako obrońca, nie zdobył żadnego gola.  
Zwycięzca Ontario Cup (1901, 1902, 1903). Pracował w firmie Goldie and McCulloch.